# 2,6-Dihydroxyanthrachinon
2,6-Dihydroxyanthrachinon, auch unter dem Namen Anthraflavinsäure bekannt, ist ein Naturstoff, der im Färberkrapp vorkommt. Es ist eine organische Verbindung, aus der Stoffgruppe der Anthrachinone (genauer der Dihydroxyanthrachinone).

## Vorkommen

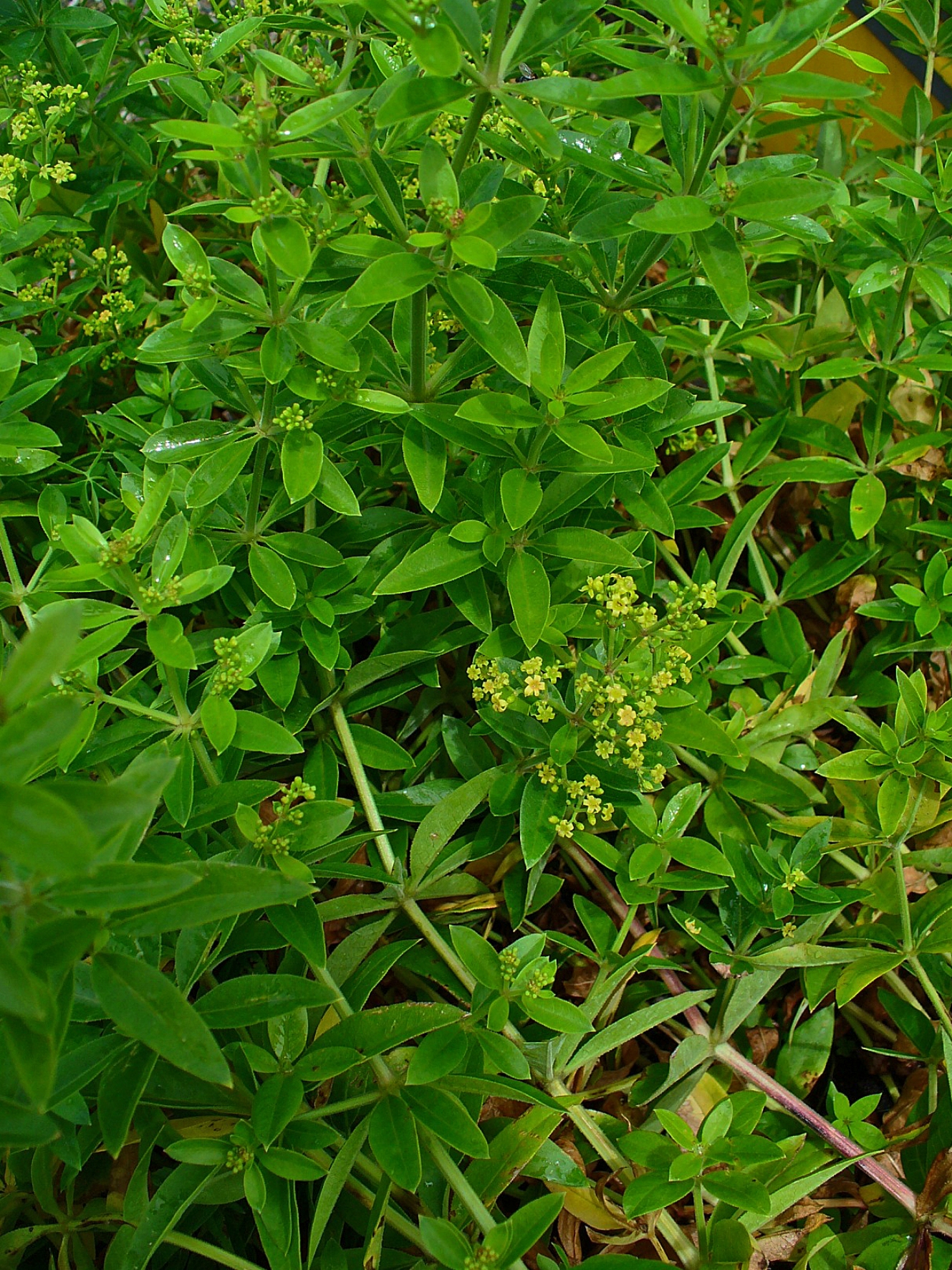
Färberkrapp (Rubia tinctorum)

2,6-Dihydroxyanthrachinon kommt glycosidisch gebunden neben anderen Anthrachinonen in den Wurzeln des Färberkrapps vor.

## Gewinnung und Darstellung
Das 2,6-Dihydroxyanthrachinon lässt sich direkt aus der Wurzel der Färberkrapps extrahieren.
Um Anthraflavinsäure darzustellen, wird Methoxybenzoesäure mit Benzoesäure, konzentrierter Schwefelsäure und Wasser erhitzt. Dieses Gemisch wird dann mit Wasser und anschließend mit Barytwasser ausgekocht. Durch Hinzufügen von Salzsäure werden die übrigen Bestandteile ausgefällt, welche dann mit Benzol gewaschen werden. Nur die Anthraflavinsäure bleibt ungelöst zurück.